# Associazione Fascista Calcio Venezia 1941-1942
Questa voce raccoglie le informazioni riguardanti l'Associazione Fascista Calcio Venezia nelle competizioni ufficiali della stagione 1941-1942.

## Stagione
Nella stagione 1941-1942 il Venezia disputò il terzo campionato di Serie A della sua storia.

## Divise
| 1ª divisa |

## Organigramma societario
Area direttiva
- Presidente: Arnaldo Bennati

Area tecnica
- Allenatore: Giovanni Battista Rebuffo

## Rosa
| N. |                    | Ruolo | Calciatore          |
| -- | ------------------ | ----- | ------------------- |
|    | Italia (bandiera)  | P     | Giuseppe Eberle     |
|    | Italia (bandiera)  | P     | Giorgio Fioravanti  |
|    | Italia (bandiera)  | D     | Silvio Di Gennaro   |
|    | Italia (bandiera)  | D     | Gian Emilio Piazza  |
|    | Uruguay (bandiera) | D     | Víctor Tortora      |
|    | Italia (bandiera)  | D     | Felice Arienti (II) |
|    | Italia (bandiera)  | C     | Ezio Loik (II)      |
|    | Italia (bandiera)  | C     | Valentino Mazzola   |
|    | Italia (bandiera)  | C     | Bruno Novello       |

| N. |                   | Ruolo | Calciatore         |
| -- | ----------------- | ----- | ------------------ |
|    | Italia (bandiera) | C     | Aldo Pondrano      |
|    | Italia (bandiera) | C     | Sandro Puppo       |
|    | Italia (bandiera) | C     | Lidio Stefanini    |
|    | Italia (bandiera) | A     | Lanfranco Alberico |
|    | Italia (bandiera) | A     | Giovanni Alberti   |
|    | Italia (bandiera) | A     | Lino Begnini       |
|    | Italia (bandiera) | A     | Alfredo Diotalevi  |
|    | Italia (bandiera) | A     | Francesco Pernigo  |

## Risultati

### Serie A

#### Girone d'andata
| Venezia 26 ottobre 1941 | Venezia     | 0 – 0 | Ambrosiana-Inter | Stadio Pierluigi Penzo\| Arbitro: \| Fois (Roma) \| |
| Arbitro:                | Fois (Roma) |       |                  |                                                     |

| Arbitro: | Dattilo (Roma) |

|           |           |             |
| Viani 29’ | Marcatori | 72’ Loik II |

| Arbitro: | Bogetti (Cuneo) |

|                                       |           |            |
| Loik II 14’ Pernigo 34’ Stefanini 61’ | Marcatori | 58’ Ottino |

| Arbitro: | Dellarole (Vercelli) |

|               |           |             |
| Gramaglia 66’ | Marcatori | 68’ Pernigo |

| Arbitro: | Dattilo (Roma) |

|             |           |  |
| Pernigo 56’ | Marcatori |  |

| Torino 30 novembre 1941 | Juventus           | 0 – 0 | Venezia | Stadio Benito Mussolini (10 000 spett.)\| Arbitro: \| Scorzoni (Bologna) \| |
| Arbitro:                | Scorzoni (Bologna) |       |         |                                                                             |

| Arbitro: | Pizziolo (Firenze) |

|                        |           |               |
| Pernigo 4’ Alberti 60’ | Marcatori | 69’ Bertoni I |

| Roma 14 dicembre 1941 | Roma              | 0 – 0 | Venezia | Stadio del PNF (23 000 spett.)\| Arbitro: \| Curradi (Firenze) \| |
| Arbitro:              | Curradi (Firenze) |       |         |                                                                   |

| Arbitro: | Moretti (Genova) |

|                         |           |  |
| Pernigo 36’ Alberti 55’ | Marcatori |  |

| Arbitro: | Galeati (Bologna) |

|              |           |  |
| Pagliano 36’ | Marcatori |  |

| Arbitro: | Scorzoni (Bologna) |

|           |           |                                      |
| Suppi 56’ | Marcatori | 60’ Mazzola 63’ Alberti 76’ Alberico |

| Arbitro: | Galeati (Bologna) |

|                         |           |  |
| Pernigo 20’ Alberti 51’ | Marcatori |  |

| Arbitro: | Zelocchi (Modena) |

|                          |           |                    |
| Menti II 44’ Gabetto 86’ | Marcatori | 83’ (rig.) Alberti |

| Arbitro: | Carpani (Milano) |

|                  |           |              |
| Mazzola 18’, 67’ | Marcatori | 24’ Castelli |

| Arbitro: | Zelocchi (Modena) |

|                    |           |             |
| Piola 22’ Pisa 47’ | Marcatori | 62’ Loik II |

#### Girone di ritorno
| Arbitro: | Mattea (Torino) |

|               |           |             |
| Campatelli 8’ | Marcatori | 51’ Alberti |

| Arbitro: | Ciamberlini (Sampierdarena) |

|                  |           |           |
| Loik II 58’, 72’ | Marcatori | 40’ Piana |

| Arbitro: | Mattea (Torino) |

|  |           |            |
|  | Marcatori | 7’ Novello |

| Arbitro: | Pizziolo (Firenze) |

|                                                 |           |            |
| Stefanini 32’ Pernigo 46’ Alberti 60’ Puppo 69’ | Marcatori | 86’ Busani |

| Arbitro: | Ciamberlini (Sampierdarena) |

|                    |           |  |
| Puricelli 28’, 77’ | Marcatori |  |

| Arbitro: | Galeati (Bologna) |

|                         |           |  |
| Mazzola 13’ Begnini 45’ | Marcatori |  |

| Arbitro: | Scorzoni (Bologna) |

|           |           |  |
| Ispiro 2’ | Marcatori |  |

| Arbitro: | Ciamberlini (Sampierdarena) |

|  |           |            |
|  | Marcatori | 62’ Amadei |

| Arbitro: | Curradi (Firenze) |

|           |           |           |
| Boffi 52’ | Marcatori | 49’ Puppo |

| Arbitro: | Scorzoni (Bologna) |

|             |           |  |
| Mazzola 55’ | Marcatori |  |

| Arbitro: | Donati (Milano) |

|                                |           |         |
| Pernigo 39’ (rig.) Begnini 42’ | Marcatori | 61’ Gei |

| Arbitro: | Zelocchi (Modena) |

|                             |           |                         |
| Grezar 44’ Tagliasacchi 89’ | Marcatori | 57’ Loik II 77’ Pernigo |

| Arbitro: | Zelocchi (Modena) |

|                                     |           |           |
| Pernigo 38’ (rig.), 75’ Begnini 50’ | Marcatori | 5’ Petron |

| Arbitro: | Pizziolo (Firenze) |

|  |           |                       |
|  | Marcatori | 41’ Puppo 68’ Pernigo |

| Arbitro: | Pizziolo (Firenze) |

|  |           |                          |
|  | Marcatori | 53’ Puccinelli 84’ Baldo |

### Coppa Italia

#### Sedicesimi di finale
| Arbitro: | Scorzoni (Bologna) |

|                           |           |             |
| Pernigo 52’ Stefanini 62’ | Marcatori | 38’ Gabetto |

#### Ottavi di finale
| Arbitro: | Mattea (Torino) |

|  |           |                                                            |
|  | Marcatori | 3’ Stefanini 51’ Loik II 58’ (rig.) Alberti 80’ Arienti II |

#### Quarti di finale
| Arbitro: | Ciamberlini (Sampierdarena) |

|                                 |           |  |
| Diotalevi 2’ Alberti 80’ (rig.) | Marcatori |  |

#### Semifinale
| Arbitro: | Mattea (Torino) |

|                            |           |                    |
| Meazza 71’ Cappello IV 82’ | Marcatori | 41’ (rig.) Alberti |

## Statistiche

### Statistiche di squadra
| Competizione | Punti | In casa | In casa | In casa | In casa | In casa | In casa | In trasferta | In trasferta | In trasferta | In trasferta | In trasferta | In trasferta | Totale | Totale | Totale | Totale | Totale | Totale | DR  |
| Competizione | Punti | G       | V       | N       | P       | Gf      | Gs      | G            | V            | N            | P            | Gf           | Gs           | G      | V      | N      | P      | Gf     | Gs     | DR  |
| ------------ | ----- | ------- | ------- | ------- | ------- | ------- | ------- | ------------ | ------------ | ------------ | ------------ | ------------ | ------------ | ------ | ------ | ------ | ------ | ------ | ------ | --- |
| Serie A      | 38    | 15      | 12      | 1       | 2       | 26      | 10      | 15           | 3            | 7            | 5            | 14           | 15           | 30     | 15     | 8      | 7      | 40     | 25     | +15 |
| Coppa Italia |       | 2       | 2       | 0       | 0       | 4       | 1       | 2            | 1            | 0            | 1            | 5            | 2            | 4      | 3      | 0      | 1      | 9      | 3      | +6  |
| Totale       | -     | 17      | 14      | 1       | 2       | 30      | 11      | 17           | 4            | 7            | 6            | 19           | 17           | 34     | 18     | 8      | 8      | 49     | 28     | +21 |

### Statistiche dei giocatori[2]
| Giocatore       | Serie A  | Serie A | Coppa Italia | Coppa Italia | Totale   | Totale |
| Giocatore       | Presenze | Reti    | Presenze     | Reti         | Presenze | Reti   |
| --------------- | -------- | ------- | ------------ | ------------ | -------- | ------ |
| L. Alberico     | 18       | 1       | 3            | 0            | 21       | 1      |
| G. Alberti      | 22       | 7       | 4            | 3            | 26       | 10     |
| F. Arienti (II) | 23       | 0       | 1            | 1            | 24       | 1      |
| L. Begnini      | 8        | 3       | -            | -            | 8        | 3      |
| S. Di Gennaro   | 29       | 0       | 4            | 0            | 33       | 0      |
| A. Diotalevi    | 3        | 0       | 1            | 0            | 4        | 0      |
| G. Fioravanti   | 30       | -25     | 4            | -3           | 34       | -28    |
| E. Loik (II)    | 30       | 6       | 4            | 1            | 34       | 7      |
| V. Mazzola      | 28       | 5       | 4            | 0            | 32       | 5      |
| B. Novello      | 12       | 1       | -            | -            | 12       | 1      |
| F. Pernigo      | 29       | 12      | 2            | 1            | 31       | 13     |
| G.E. Piazza     | 15       | 0       | 2            | 0            | 17       | 0      |
| A. Pondrano     | 7        | 0       | 1            | 0            | 8        | 0      |
| S. Puppo        | 30       | 3       | 4            | 0            | 34       | 3      |
| L. Stefanini    | 27       | 2       | 4            | 2            | 31       | 4      |
| V. Tortora      | 19       | 0       | 4            | 0            | 23       | 0      |